# Corytophanes hernandesii
El turipache de montaña (Corytophanes hernandesii) es una especie de lagarto que pertenece a la familia Corytophanidae. Es nativo de México, Guatemala y Belice. Su rango altitudinal oscila entre 0 y 1400 m s. n. m..